# Leó Weiner
Leó Weiner (a menudo aparece publicado su nombre de pila sin tilde, Leo); (Budapest, 16 de abril de 1885-Budapest, 13 de septiembre de 1960) fue un compositor y profesor de composición húngaro.

## Primeros años
Nació en Budapest, hijo de Weiner Adolf (1843-1910), un empleado, y Jenny Diner (1849-1885). La madre murió durante el nacimiento del niño. Su padre se volvió a casar ese mismo año. Entre 1901 y 1906 fue alumno de Hans von Koessler en la Academia de Música Ferenc Liszt.
Mediante una beca, pudo estudiar en Viena, Múnich, Berlín y París.
Weiner recibió de su hermano las primeras clases de música y piano. Después, fue admitido en la Academia de Música Ferenc Liszt de Budapest. Recibió numerosos premios con la composición de una sola obra, la Serenata op. 3.

## Docencia y trayectoria profesional
Desde 1906 enseñó teoría musical y composición, primero en la Escuela de Música Tóth Aladár, luego desde 1908 hasta 1949, fue profesor en el Conservatorio de Budapest, institución en la que impartirá a lo largo de su vida varias asignaturas, entre otras, Composición (1912) y Música de Cámara (1920). Entre sus alumnos, figuran personalidades tan eminentes de la dirección orquestal y la composición como Georg Solti, Antal Doráti, Ferenc Fricsay o György Kurtág.
En 1928 organizó una orquesta de cámara sin director formada por estudiantes de la academia, que funcionó bajo su dirección.
Como compositor, Weiner estuvo influido por Beethoven y Mendelssohn. Su sentido del colorido orquestal recuerda al de compositores franceses como Bizet, poco sensibles a la influencia wagneriana. Su estilo romántico, muy conservador en comparación a sus contemporáneos, es tonal y está vinculado a la música tradicional húngara. A diferencia de Bartók y Kodály, él no realizó una labor de investigación ni publicación de los cantos populares húngaros.
Entre sus obras más conocidas, destacan su música incidental para la obra de hadas de Mihály Vörösmarty, Csongor és Tünde (1903); Carnaval, humoresco para orquesta (1907); Pastorale, phantasie et fuga, para cuerdas (1941); y Serenata, para orquesta (1906).
Después de la ocupación alemana de Hungría en marzo de 1944, Weiner fue internado como trabajador forzado debido a sus orígenes judíos. Por intercesión de un colega, fue liberado y encontró refugio, primero en un refugio en el gueto internacional creado por el diplomático sueco Raoul Wallenberg, y más tarde en el gueto central, que fue liberado por el Ejército Rojo en enero de 1945.
En 1953 fue nombrado "Artista Eminente de la República Popular Húngara".

## Premio Weiner Leo
El 15 de abril de 2005, con motivo del 120.º aniversario del nacimiento del compositor, se entregó por primera vez el Premio Leó Weiner, fundado por el Patronato Leó Weiner de la Academia de Música Liszt Ferenc. El premio se otorga a aquellos artistas musicales y profesores que hayan llevado a cabo su dedicada y eficaz labor artística y docente durante muchas décadas en el espíritu de Leó Weiner. Los premios son entregados por el actual rector de la Academia.
Entre las personas que han recibido este premio, cabe destacar
- 2005, el pianista György Miklósi y la violinista Judit Hevesi, profesores jubilados del Conservatorio de Budapest.[8]
- 2006, los violinistas Sándor Devich y György Konrád.[9]
- 2007, el Cuarteto de cuerda Bartók, compuesto por los violinistas Péter Komlós, Géza Hargitai, Géza Németh y László Mező.
- 2008, el pianista Kornél Zempléni, profesor emérito del Conservatorio de Budapest.
- 2009, el arpista Richárd Weninger.
- 2010, el pianista István Kassai.
- 2015, el violinista János Rolla.
- 2017, la pianista Márta Gulyás.[10][11]
- 2019, el violista László Bársony.[12][13]